# Risc natural

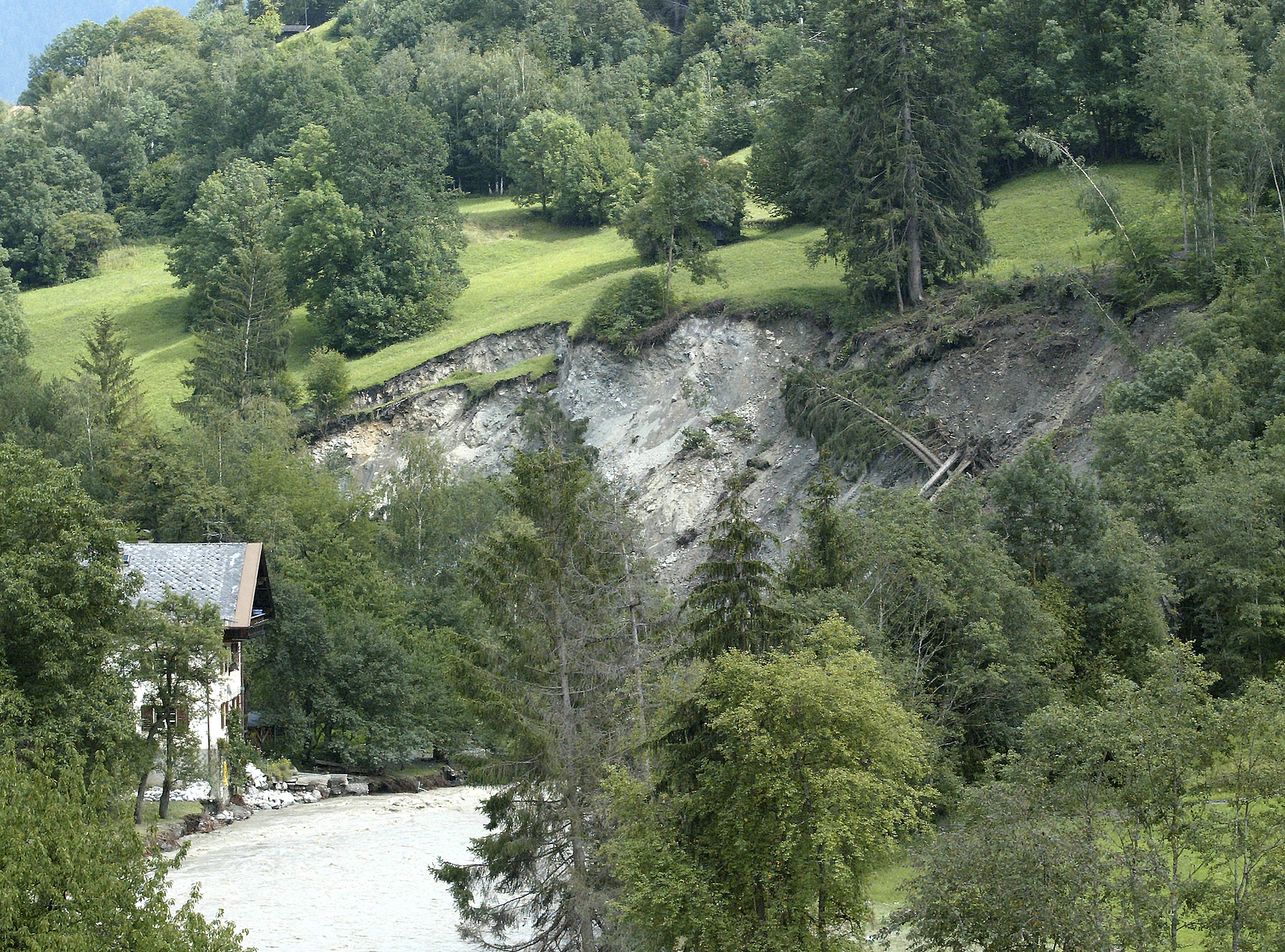
Alunecare de teren pe valea râului Sanna în Austria, provocată de inundațiile din 2005

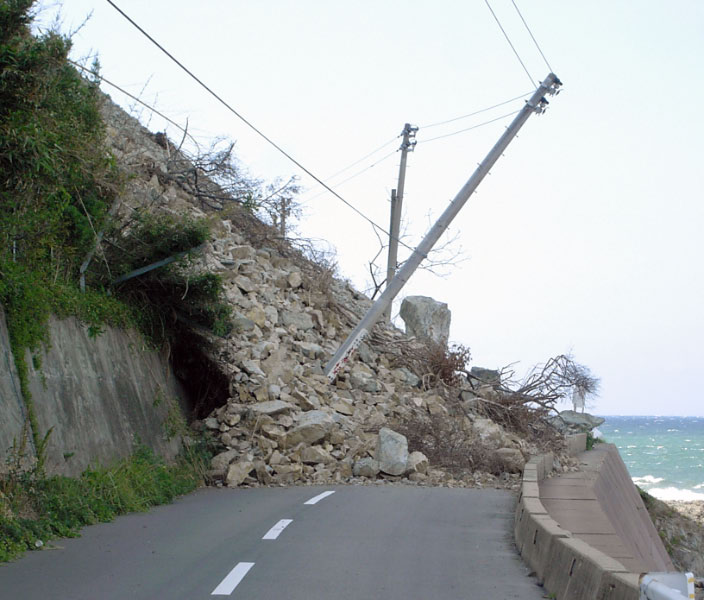
Alunecare de teren la Shikanoshima, Japonia, provocată de cutremurul Fukoaka

Riscul natural sau pericolul natural este un eveniment periculos datorat unui fenomen natural numit dezastru natural cu efecte dăunătoare, neprevăzute sau prost prevenite, asupra instalațiilor, structurii clădirilor și oamenilor, producând pagube mai mult sau mai puțin grave, în funcție de locul unde s-au produs. 
Riscurile naturale se referă la evenimente în cadrul cărora parametrii de stare se pot manifesta în limite variabile de la normal către pericol, cauzate de fenomene meteo periculoase, în cauză ploi și ninsori abundente, variații de temperatură - îngheț, secetă, caniculă - furtuni și fenomene distructive de origine geologică, respectiv cutremure, alunecări și prăbușiri de teren.
Riscurile naturale sunt riscuri și pentru mediu.

## Despre riscuri naturale
Riscuri sau pericolele naturale: furtuna, cicloane tropicale, inundațiile, caniculă, erupții vulcanice, cutremurele, tsunami, alunecări de teren, etc., sunt fenomene naturale care participă la evoluția neîncetată a Pământului: cu foarte mulți ani în urmă, reliefurile au fost create și distruse la suprafața sa, iar apa s-a evaporat din ocean, circulă în atmosferă, cade pe continente pentru a reveni în ocean și râuri. Pe scara în timp evoluția Pământului este continuă și complexă. 

## În România
În țara noastră în ultima perioadă s-a constatat o creștere îngrijorătoare a manifestării riscurilor naturale și în special, a inundațiilor, alunecărilor și prăbușirilor de teren, fapt ce a condus la pierderi de vieți omenești, precum și la pagube materiale importante. Deși apariția celor mai multe riscuri naturale nu poate fi împiedicată, efectele acestora pot fi reduse printr-o gestionare corectă de către autoritățile competente la nivel local, regional și central, cu atât mai mult cu cât, în general, zonele de manifestare a acestora pot fi cunoscute. Diminuarea riscului asociat fenomenelor naturale la un nivel acceptabil necesită o sumă de măsuri și acțiuni, concretizate în politici de prevenire și în programe de reducere a impactului, care însă, depinde de posibilitățile economice de aplicare practică.
În acest context, activitatea de prevenire a situațiilor de urgență generate de riscurile naturale a fost și rămâne o necesitate, concretizându-se în inițiative conjugate de reducere a vulnerabilității societății la nivel mondial (International Strategy for Disaster Reduction - ISDR), european (Directiva privind inundațiile), regional(acorduri bilaterale, Pactul de stabilitate pentru Europa de Sud-Est etc.) și național (strategia privind inundațiile, programul de reducere al riscului seismic, etc).

### Obiectivele strategiei
Obiectivele strategii sunt economice, sociale și de mediu.
- obiectivele economice urmăresc protecția împotriva situațiilor de urgență a infrastructurii economice existente și garantarea satisfacerii oportunităților economice ale generațiilor viitoare;
- obiectivele sociale au în vedere protecția populației și a comunităților umane împotriva situațiilor de urgență, prin asigurarea unui nivel de educație preventivă, instruire și protecție a populației;
- Obiectivele de mediu urmăresc ca prin realizarea prezentei strategii să se atingă obiectivele socioeconomice, cu păstrarea unui echilibru între dezvoltarea economico-socială și protejarea mediului.

Sintetic, obiectivele generale ale prezentei strategii sunt:
- prevenirea situațiilor de urgență prin organizarea unui sistem modern de avertizare și comunicații, date și informații;
- salvarea de vieți omenești prin intervenție operativă și profesionistă în caz de situații de urgență;
- crearea unui sistem integrat de răspuns la situațiile de urgență prin organizarea din timp a comunităților locale din zonele de risc pentru gestionarea situațiilor de urgență;
- creșterea calității vieții prin reducerea pagubelor produse ca urmare a manifestării situațiilor de urgență;
- diminuarea impactului factorilor distructivi prin asigurarea unui management adecvat de înștiințare, alarmare și, la nevoie, evacuare a populației din zonele de risc;
- creșterea rolului autorităților administrației publice locale prin descentralizarea deciziei și răspunderii și optimizarea capacității de autoprotecție și răspuns în caz de situații de urgență;
- utilizarea adecvată a resurselor pentru realizarea, întreținerea și exploatarea infrastructurilor și a măsurilor de prevenire, intervenție și reabilitare a zonelor afectate;
- menținerea unor activități economice minimale și asigurarea supraviețuirii populației în zonele grav afectate;
- asigurarea bunei funcționări a infrastructurii critice[2].

### Obiective specifice prevenire
- identificarea și delimitarea zonelor expuse riscului;
- întreținerea lucrărilor și amenajărilor de apărare și realizarea unora noi în zonele expuse riscului;
- implementarea sistemelor de prognoză, avertizare și alarmare;
- întocmirea planurilor de apărare în vederea unei gestionări eficiente a riscului specific.

Planul de apărare specific riscului cuprinde: 
- planul de înștiințare-alarmare a populației respectiv planul de evacuare a populației în cazul situațiilor de urgență;
- asigurarea logistică în cazul situațiilor de urgență;
- elaborarea hărților de risc pentru localitățile vulnerabile, elaborarea politicilor de amenajare a teritoriului în concordanță cu hărțile de risc asigurări obligatorii pentru locuințele din zonele de risc;
- pregătirea populației și a autorităților privind responsabilitățile și modul de acțiune în fazele pre-dezastru, dezastru și post-dezastru;
- elaborarea unor programe naționale și locale care să vizeze strămutarea comunităților din zonele de risc major, în care nu se pot aplica alte măsuri de reducere a riscului sau acestea nu sunt viabile din punctul de vedere al costurilor[2].